# بندر شيرينو
بندر شيرينو هي مدينة تابعة ناحية سيراف في قضاء كنجان بمحافظة بوشهر، إيران.

## الموقع والمواصفات
تقع مدينة شيرينو شمالاً عند سلسلة جبال زاگرس، وجنوباً عند ایران، وغرباً عند قرية برك، وشرقاً عند مدينة نخل تقي.
تقع مدينة شيرينو في منطقة بارس الجنوبي، وتحتضن صناعات ضخمة للنفط والغاز. كما أنها تُعد موقعاً لسكن موظفي المنطقة الاقتصادية الخاصة، بالإضافة إلى كونها منطقة سياحية.
يُعدّ منتجع "بازالند" القرية السياحية في شيرينو، حيث تم افتتاحها عام ۱۳۹۵ هـ.ش، وتضم العديد من المرافق الترفيهية والرياضية، وأماكن لممارسة الأنشطة البحرية، وأحواض السباحة، وحدائق الطيور، ومرافق استجمامية.
يمارس سكان المدينة مهنة صيد الأسماك كعمل رئيسي، إلى جانب العمل في الصناعات المحيطة.

## السكان
أعلن أحمد غريبي، محافظ كنجان، وإبراهيم بهمني، رئيس المجلس الإسلامي لشيرينو، أن عدد سكان المدينة يتجاوز ۱۷٬۰۰۰ نسمة.
استناداً إلى التعداد العام للسكان والمساكن في إيران:
في عام ۱۳۹۵ هـ.ش: ۹٬۹۷۶ نسمة (۱٬۰۸۷ أسرة)
في عام ۱۳۹۰ هـ.ش: ۳٬۴۴۱ نسمة (۶۸۹ أسرة)
في عام ۱۳۸۵ هـ.ش: ۱٬۱۶۰ نسمة (۲۶۶ أسرة)

## التسمية
تُعرف مدينة بندر شيرينو قديماً باسم "ثلاث"، وكانت تُعتبر امتداداً لمنطقة سيراف التاريخية، المشهورة في عهد الدولة الصفوية.

## التحديات
بالرغم من كون بندر شيرينو مركزاً استراتيجياً في قلب الصناعات النفطية والغازية الإيرانية، إلا أنها تعاني من نقص شديد في البنية التحتية والخدمات الأساسية.
تشمل المشاكل الرئيسية:
عدم توفر طبيب مقيم في مركز الصحة الشامل بالمدينة.
نقص المرافق الرياضية والثقافية.
محدودية المدارس وعدم توفر البنية التعليمية الكافية.
عدم تخصيص جزء عادل من عائدات الصناعات المحلية لصالح السكان.